# Ronta (Borgo San Lorenzo)
Ronta is een plaats (frazione) in de Italiaanse gemeente Borgo San Lorenzo, provincie Florence.